# Muhakamat al-Lughatayn
Muhakamat al-Lughatayn (in arabo محاكمة اللغتين‎?, letteralmente Confronto tra due lingue o Comparazione di due lingue, in uzbeco Muxokamat allugatayn, è uno dei capolavori di Mir Ali-Shir Nava'i. Completato nel dicembre 1499, in esso l'autore affermava che la lingua chagatai turca era superiore al persiano usata a scopo letterario, e difendeva la sua affermazione nell'opera. Fu l'ultima dichiarazione definitiva dell'autore sull'argomento più caro al suo cuore, e il Muhamamat è un perfetto esempio dell'opera finale di un autore, che agisce anche come sua ultima volontà e testamento, che doveva sottolineare l'importanza della sua lingua madre.
Ripetutamente, Nava'i sottolineò la sua fede nella ricchezza, precisione e malleabilità del vocabolario turco rispetto al persiano. Per esempio:
- I turchi hanno una parola per definire la bellezza di un viso di una donna, ma non esiste una parola paragonabile in persiano.
- Molte parole della lingua chagatai hanno tre o quattro o più significati; il persiano, secondo Nava'i, manca di parole così flessibili.
- Le lingue turche hanno nove parole usate per identificare le specie separate di anatra, che illustrano la capacità delle lingue turche di fare distinzioni più precise. Il persiano, affermava, ha una sola parola che copre tutte queste cose.

Argomenti di questa natura riempiono una pagina dopo l'altra del "Muhakamat". Di seguito è riportato un estratto di questo importante lavoro:
Mi resi conto della necessità di dare pensiero alle parole turche. Il mondo che apparve era più sublime di 18.000 mondi, e il suo cielo adornato, che io venni a sapere, era più alto di nove cieli. Lì trovai un tesoro di ... eccellenza in cui le perle erano più splendenti delle stelle. Sono entrato nel giardino delle rose. Le sue rose erano più splendide delle stelle del cielo, il suo suolo sacro non era toccato da mani o piedi, e le sue miriadi di meraviglie erano al sicuro dal tocco di altre mani.
Questo, tuttavia, non riflette gli standard moderni degli studi linguistici. Robert Devereux, il traduttore occidentale dell'opera, scrive:
Qualsiasi linguista di oggi che legga il saggio concluderà inevitabilmente che Nawa'i ha argomentato male il suo pensiero, poiché il suo argomento principale era che il lessico turco conteneva molte parole per le quali il persiano non aveva equivalenti esatti e che i parlanti persiani dovevano quindi usare delle parole turche. Questa è una canna debole su cui appoggiarsi, perché è un linguaggio raro che non contiene parole in prestito. In ogni caso, la bellezza di un linguaggio e dei suoi meriti, come mezzo letterario, dipendono meno dalla dimensione del suo vocabolario e dalla purezza dell'etimologia che include l'eufonia, l'espressività e la malleabilità di quelle parole del suo lessico. Inoltre, anche se la tesi di Nawa'i dovesse essere accettata come valida, distrusse il suo convincimento con l'uso sontuoso, senza dubbio inconsapevole, di parole non turche anche mentre ridicolizzava i persiani per il loro bisogno di prendere in prestito parole turche. Lo scrittore moderno non ha fatto un conteggio delle parole del testo di Nawa'i, ma stimerebbe in modo conservativo che almeno la metà delle parole usate da Nawa'i nel saggio sono di origine araba o persiana. Per sostenere la sua pretesa di superiorità della lingua turca, Nawa'i impiega anche la curiosa argomentazione secondo cui la maggior parte dei turchi parlava anche il persiano, ma solo pochi persiani raggiunsero una certa fluenza in turco. È difficile capire perché sia rimasto impressionato da questo fenomeno, poiché la spiegazione più ovvia è che i turchi ritenevano necessario, o almeno consigliabile, imparare il persiano - era, dopotutto, la lingua ufficiale dello stato - mentre i persiani non vedevano alcuna ragione di preoccuparsi di imparare il turco che era, ai loro occhi, semplicemente la lingua di tribù nomadi incivili.